# Dorsal de Cocos

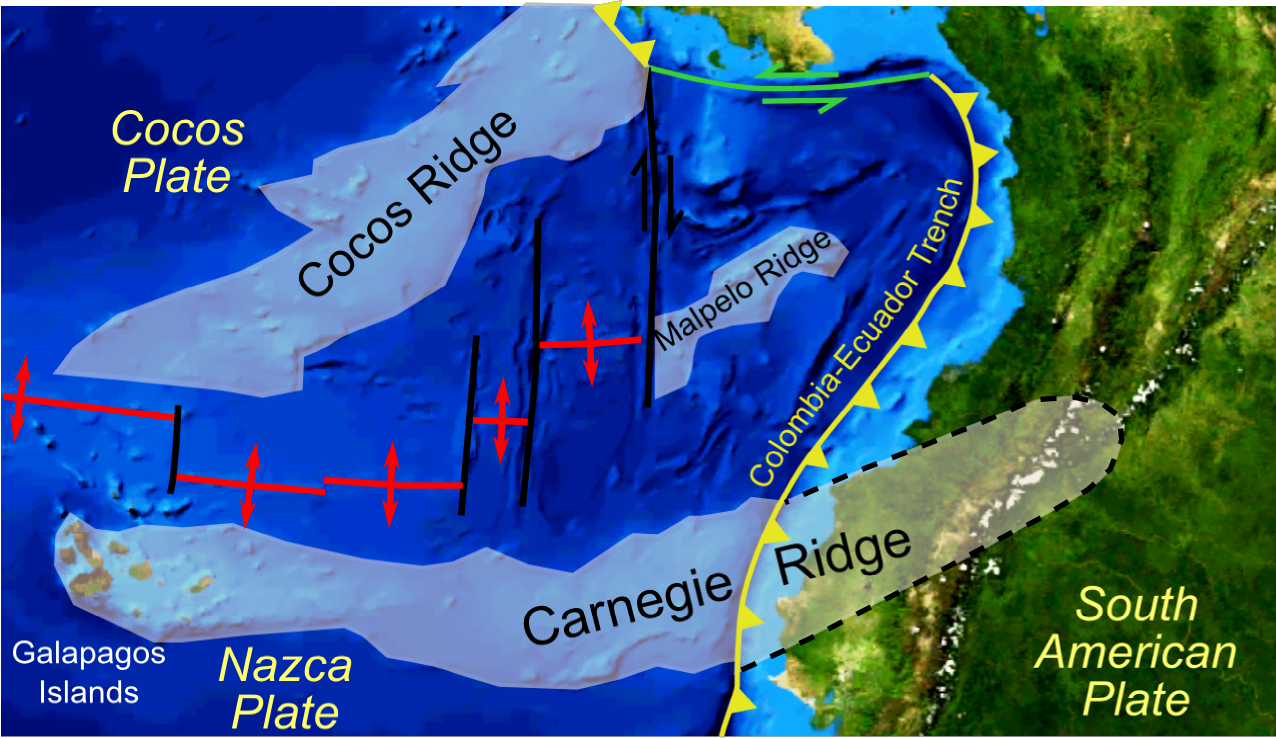
Mapa de dorsal de Cocos al norte de la dorsal de Galápagos (en rojo) y la dorsal de Carnegie

La dorsal de Cocos es una dorsal asísmica ubicada en el océano Pacífico en la placa de Cocos. La dorsal de Cocos se extiende entre Panamá y las islas Galápagos.